# José Francisco Borges do Canto
José Borges do Canto (Rio Pardo, 1775 - Uruguai, 1805) foi um militar e um mercenário brasileiro que teve papel fundamental na Guerra de 1801.
Filho de Francisco Borges do Canto e de Eugênia Francisca de Sousa, de ascendência açoriana (p. 97), serviu no Regimento dos Dragões de Rio Pardo. Após desertar do regimento, tornou-se conhecido como contrabandista. Buscando uma anistia, no início da guerra de 1801, se apresentou com 15 homens para combate e foi encarregado inicialmente de apoiar a tropa de Manuel dos Santos Pedroso.
Conseguiu apoio de índios Guarani na região noroeste do atual Rio Grande do Sul e, com sua tropa reforçada, partiu para a frente de batalha. Inicialmente, buscou o combate com os espanhóis em São Miguel das Missões. Tendo sido cercada, a cidade se rendeu em poucos dias, sendo sua guarnição espanhola libertada. Em seguida, conseguiu a rendição das povoações de São João e Santo Ângelo. O passo seguinte foi conquistar São Lourenço, São Luís e São Nicolau, que já estavam sendo abandonadas pela população local. O comandante espanhol foi preso tentando mobilizar uma tropa perto de São Luís e foi conduzido de volta a São Miguel.
Ao fim daquela guerra, já mantinha toda a região das Missões a leste do rio Uruguai - as missões orientais - sob seu controle, em nome da Coroa Portuguesa. Apesar de, àquela época, a região ser esparsamente habitada e de difícil defesa, compreendia uma extensão territorial considerável, praticamente desde a barra do rio Quaraí - atual fronteira do Brasil com o Uruguai - até o início do curso médio do rio Uruguai - atualmente o noroeste gaúcho. Assim, pode-se dizer que a ação de Borges do Canto rendeu ao estado do Rio Grande do Sul aproximadamente 40% de seu território atual.
Foi morto em território espanhol, em 1805, enquanto fazia uma califórnia - tipo de expedição não autorizada, comum na fronteira entre a América Espanhola e a América Portuguesa, geralmente com o objetivo de roubar gado.
Borges do Canto, quase esquecido pela historiografia oficial, numa patriotada bem sucedida com seus 40 comparsas empurrou as fronteiras luso-brasileiras até às margens do Rio Uruguai, dando a configuração atual do estado do Rio Grande do Sul.